# In un'ora
In un'ora è un singolo del rapper italiano Shade, pubblicato il 1º giugno 2021.

## Descrizione
Il brano è la colonna sonora di Love Island, il dating show in onda su Discovery+ e condotto da Giulia De Lellis.

## Video musicale
Il videoclip, diretto da Federico Santaiti, è stato pubblicato il 4 giugno 2021 sul canale YouTube della Warner Music Italy. Il video vede come protagonista femminile la conduttrice Giulia Salemi con il doppiaggio dei protagonisti di Paolo Buglioni, Luca Sbaragli, Walter Rivetti e Vito Ventura.
Il video vince il Premio per il miglior videoclip 2020-2021.

## Tracce
Testi di Vito Ventura, Davide Simonetta e Jacopo Matteo Luca D'Amico, musiche di Joe Kremont, Federico Mercuri, Leonardo Grillotti, Davide Simonetta ed Eugenio Maimone.
1. In un'ora – 3:02

## Classifiche

### Classifiche settimanali
| Classifica (2021) | Posizione massima |
| ----------------- | ----------------- |
| Italia            | 21                |

### Classifiche di fine anno
| Classifica (2021) | Posizione |
| ----------------- | --------- |
| Italia            | 83        |